# Ліван у новий час
До 15 століття в Лівані вже склалося багатоконфесійне суспільство, основними релігійними общинами були православні християни, мароніти, мусульмани-шиїти та сунніти, залишки перських зороастрійців. На початку 16 століття Ліван знаходився під владою Єгипту де у влади стояли мамлюцькі династії. Завоювання Сирії та Єгипту османами в 1517 не змінило суттєво організації місцевої влади в Лівані. До кінця 16 ст. Маани, еміри Шуфа, були визнані верховними вождями друзів, а глава їх сімейства Фахраддін (Фахр-ад-Дін) встановив свою владу над всім південним Ліваном і долиною Бекаа. Початок нової історії Лівану звичайно датують піднесенням Фахраддіна II Маана у 1590 та закінчують проголошенням незалежності у 1943 році.

## Панування Османської імперії
Фахраддіна II Маана (роки правління 1590–1635) поступово підпорядкував собі населені маронітами території північного Лівану, а також значну частину внутрішніх районів Палестини і Сирії. У своїх ліванських володіннях він стимулював розвиток шовківництва, відкрив порти Бейруту та Сідону для європейських купців, добився допомоги італійців в модернізації сільського господарства. Емір благоволив лояльним і працелюбним християнам, особливо маронітам, і спонукав їх переселятись на південь Лівану для розширення там шовкового виробництва. Заохочуване їм політичне і економічне співробітництво між ліванськими християнами і друзами надалі послужило основою для виникнення ліванської автономії.
Незалежність і досягнення Фахраддіна привели до зростання напруженості у відносинах з імперією Османів. У 1633 війська еміра були розбиті, а сам він потрапив в полон і пізніше був убитий в Стамбулі. Проте до 1667 його внучатий племінник Ахмед Маан зумів відновити владу сімейства Маанів над південним Ліваном і маронітським районом Касраван в центральній частині країни, створивши Ліванський емірат, що став ядром сучасного Лівану.
У 1697, після смерті Ахмеда Маана, у якого не було синів, влада над еміратом з схвалення Османов перейшла до Шихабів з Антилівана, мусульманським родичам друзьких Маанів. До 1711 Шихаби кардинально змінили систему управління емірату з тим, щоб зберегти в ньому свою владу. Пізніше в тому ж столітті правляча гілка родини прийняла християнство і стала маронітами, що відображувало зростаючий вплив цієї общини. При емірах Юсуфі (роки правління 1770—1789) і Баширі II, який перейшов в християнство (роки правління 1789—1840), влада Шихабів розповсюдилася на північ, включаючи весь Гірський Ліван.
Башир II, видатний правитель з династії Шихабів, вступив в союз з пашею Єгипту Мухаммедом Алі з метою обмежити за підтримкою Єгипту владу різних місцевих правителів. У 1840 османи за допомогою англійських і австрійських військ розбили Мухаммада Алі і змістили Башира II. Його наступник Башир III вже не міг контролювати друзьких лідерів в південному Лівані і наступного року покинув свій пост, тим самим поклавши кінець існуванню Ліванського емірату. Пряме правління Османів на цій території так і не змогло зміцнитись. Дії маронітів з реставрації емірату підсилили підозри друзів, що виступали проти цієї політичної акції. До 1842 Гірський Ліван був подільний на два адміністративні райони, або каїммакамії: Північну, на чолі з місцевим християнським губернатором, і Південну, під управлінням друзів. Християни, що складали на той час більшість на півдні, виступили проти такого розділу, і в 1845 між християнами і друзами спалахнула війна. Після військово-політичного втручання уряду Османської імперії, адміністративна реформа все ж таки була проведена. У 1858 маронітські селяни в Північній каїммакамії підняли повстання проти маронітської аристократії і добилися відміни ряду її привілеїв. У 1860 підбадьорені цим подіями селяни християнського віросповідання на півдні стали готувати заколот проти друзьких феодалів. Конфлікт носив релігійне забарвлення. Друзи влаштували різанину, в якій загинуло понад 11 тис. християн.
Під тиском європейських держав, особливо Франції, що традиційно захищала маронітів, уряд Османів в 1861 ввів в Гірському Лівані так званий Органічний статут. Гірський Ліван був інтегрований в єдиний автономний район-мутасарріфію, на чолі з губернатором (або мутасарріфом) — християнином, що призначався зі схвалення європейських держав. Як дорадчий орган при губернаторі була створена адміністративна рада, що обиралася з представників різних ліванських общин пропорційно їх чисельності. Були ліквідовані основи феодальної системи; всім підданим були гарантовані громадянські свободи; на нову адміністрацію було покладене судочинство і виконання законів. Дана система, з невеликими змінами, внесеними в 1864, довела свою життєздатність і проіснувала аж до 1915. Під керівництвом мутасарріфів Ліван розвивався і процвітав. Католицькі місіонери з Франції і протестантські місіонери з Америки і Великої Британії заснували в країні мережу художніх шкіл і коледжів, що зробило Бейрут одним з провідних освітніх і культурних центрів Османської імперії. Розвиток видавничої справи і видання газет поклали початок відродженню арабської літератури.

## Французький мандат
У 1915, незабаром після того, як Туреччина виступила у Першій світовій війні на стороні Німеччини і Австро-Угорщини у війні проти країн Антанти (Великої Британії, Франції, Росії та їхніх союзників), дія Органічного статуту для гірського Лівану була припинена, а вся влада перейшла до турецького військового губернатора. Після перемоги Антанти в 1918 році Бейрут і Гірський Ліван разом з Сирією були окуповані французькими і британськими військами. Верховний комісар Франції в Бейруті, генерал Анрі Гуро, приєднав до Гірського Лівану прибережні міста Триполі, Бейрут, Сідон і Тір, долину Бекаа, а також території, що примикають до Триполі і Тіру, і проголосив створення держави Великий Ліван. Нова держава знаходилася під управлінням французького губернатора, при якому діяла виборна Рада представників, що володіла дорадчими функціями. У 1923 Ліга Націй видала Франції мандат на управління Ліваном і Сирією. У 1926 була розроблена і прийнята конституція, згідно з якою держава Великий Ліван перетворювалася в Ліванську республіку.
У 1926 пост президента Ліванської республіки зайняв православний Шарль Діббас, але починаючи з 1934 президентами Лівану обиралися тільки мароніти. Після 1937 прем'єр-міністрами призначалися лише мусульмани-суніти. Нормою став розподіл посад в уряді і місць в однопалатному парламенті серед представників різних релігійних общин в пропорції, що приблизно відповідала їхній чисельності в країні. З 1943, коли була прийнята угода про принципи державного пристрою Лівану, відома як «Національний пакт», місця в парламенті розподілялися між християнами і мусульманами в співвідношенні 6 до 5, так що загальне число депутатських мандатів було кратним одинадцяти.
Населення Ліванської республіки майже в рівній мірі складали християни і мусульмани. Більшість сунітів, що проживали в різних частинах Великого Лівану, знаходилися під впливом сирійського націоналізму. Вони вороже ставилися до французької окупації і виступали за включення Лівану до складу Сирії. З іншого боку, мароніти і частина друзів вітали проголошення незалежності країни і доброзичливо відносилися до французів.
30 листопада 1936 був підписаний франко-ліванській договір, що передбачав закінчення терміну французького мандата в 1939. Проте французький парламент відмовився ратифікувати цей договір. Після початку Другої світової війни у вересні 1939 в Лівані було введене облогове положення.
У 1940 країна опинилася під контролем колоніальної адміністрації, вірної уряду Віші. У травні 1941 представник цього уряду Дарлан домовився з Гітлером про те, що Німеччині буде даний дозвіл використовувати аеродроми в Сирії і Лівані. Велика Британія відповіла бомбардуванням цих аеродромів.

## Проголошення незалежності
У липні 1941 адміністрація уряду Віші, що захопила владу в Сирії і Лівані після поразки Франції від Німеччини в 1940, була вигнана з країни британськими військами за підтримкою сил «Вільної Франції», яка обіцяла надати незалежність обом арабським країнам. Проте, вибори 1943 привели до влади режим, що виступав за негайне отримання державної незалежності і ліквідацію французького впливу. Власті «Вільної Франції» заарештували новообраного президента Бешара аль-Хурі і провідних членів уряду. Після цих подій почались демонстрації населення і збройні зіткнення. Під тиском Великої Британії і США окупаційний уряд був вимушений звільнити арештованих і відновити вибраний уряд. З тих пір і досьогодні 22 листопада, святкується в Лівані як День незалежності.